# Ekonomia i Prawo
Ekonomia i Prawo (ang. Economics and Law) – kwartalnik naukowy o tematyce łączącej ekonomię i prawo. Ukazuje się od 2005 roku, początkowo jako rocznik, a od 2012 roku jako kwartalnik. Redaktorem naczelnym jest dr hab. Barbara Polszakiewicz, prof. UMK.
Kwartalnik znajduje się w wykazie czasopism naukowych prowadzonym przez Ministra Nauki i Szkolnictwa Wyższego z przyznaną liczbą 70 punktów.